# 歐陸舞曲
歐陸舞曲（英語：Eurodance，有时简称为欧陆，；有时也称为欧洲能量舞曲，英语：Euro-NRG、欧陆电子乐，英语：Euro-electronica）是在20世纪80年代後期到90年代中期流行於歐洲、大洋洲及南美洲的电子舞曲。雖然有許多歐陸舞曲在北美洲造成轟動，一般而言，歐陸舞曲在北美洲比較不流行。在1996年以後仍然出現許多受歡迎的歐陸舞曲。
歐陸舞曲的特色有：女聲或男聲、簡單的歌詞、若有饒舌部份多為男聲、重且快速的節拍（音乐速度（BPM）约为100—175拍）、合成器的即興重複段落等。歌词部分，大部分欧陆舞曲无论制作人或演唱人母语大部分为英语，少量拉丁主题的作品为西班牙语。歌唱部份常伴有無實際意義的歌詞，如埃菲尔651998年的经典歌曲《Blue (Da Ba Dee)》（直译：忧伤或蓝色）裡的一段歌詞“Da Ba Dee Da Ba Di”。
欧陆舞曲—“Eurodance”名稱的來源是因為流行的地區主要在歐洲且主要由意大利、德國、比利时及荷蘭製作。在最受歡迎的團體之外，還存在數百個製作歐洲舞曲的計畫。